# Čik
Le Čik ou Čiker, en serbe cyrillique Чик ou Чикер et en hongrois Csík-ér, est une rivière de Serbie qui coule dans la région autonome de Voïvodine. Son cours tout entier s'effectue dans la région de la Bačka. Sa longueur est de 95 km. Elle est un affluent gauche de la Tisza.
Le Čik appartient au bassin de drainage de la mer Noire. Il n'est ni canalisé ni navigable.

## Géographie
Le Čik prend sa source au nord-ouest de la Subotička Peščara, entre Tavankut et la ville de Subotica, près de la frontière avec la Hongrie. À ses débuts, il n'est qu'un modeste cours d'eau qui passe dans les hameaux de Čikerija et Kobino Selo puis se dirige vers Verušić et Naumovićevo.
La rivière prend ensuite de l'importance et se dirige vers Višnjevac, Čantavir et Dušanovo. Des barrages ont été construits pour en réguler le cours. Après Tornjoš, Svetićevo et Obornjača, le Čik  se jette dans la Tisza à Bačko Petrovo Selo.
Longtemps négligé par les institutions environnementales, le Čik a été nettoyé et repeuplé par de nombreuses espèces de poissons (la carpe, le brochet, la brème, le sandre et la tanche), ce qui en fait un lieu d'attraction pour les pêcheurs.